# Suitbert Birkle
Suitbert Birkle, OSB (* als Suitbert Franz Xaver Birkle 23. September 1876 in Walbertsweiler, Oberamt Sigmaringen, Hohenzollernsche Lande, Deutsches Reich; † 27. Februar 1926 in Knittelfeld, Bezirk Murtal, Steiermark, Österreich) war ein Theologe aus dem Deutschen Reich, Österreich-Ungarn, Deutschösterreich und der Ersten Republik. Er war und von 1925 bis 1926 dritter Abt der Benediktinerabtei Seckau in der Steiermark.

## Leben
Birkle legte die Feierliche Profess am 10. September 1895 ab und studierte in Seckau, Beuron und Rom (Päpstliches Athenaeum Sant’Anselmo). Die Priesterweihe erhielt er am 4. August 1900 in Seckau.  Birkle promovierte 1901 zum Doktor der Theologie. Später war er Lektor für Philosophie und Theologie an der Oblatenschule, wurde 1903 Bibliothekar und 1909 Professor für Dogmatik am Päpstlichen Athenaeum Sant’Anselmo, wo er 1913 Prorektor und 1914 Rektor wurde.
Von 1918 bis 1921 war Birkle Subprior der von den Benediktinern betreuten Josefskirche in Graz. 1921 übernahm er die Leitung des Seminars der brasilianischen Benediktinerkongregation in Tijuca bei Rio de Janeiro in Brasilien, wo er sich um die seelsorgerliche Begleitung der österreichischen Auswanderer in Brasilien kümmerte.
1925 wurde Suitbert Birkle zum Abt von Seckau gewählt und gründete die neue Abteischule mit einer Gymnasialklasse, starb jedoch bereits wenige Monate darauf an Herzversagen und einem Herzschlag. Sein Nachfolger wurde Benedikt Reetz. Am 28. Februar 1928 wurden seine sterblichen Überreste von der Ortsfriedhofskapelle in die Bischofskapelle vor dem Gnadenaltar umgebettet.
Suitbert Birkle verfasste mehrere Schriften zum gregorianischen Choral.

## Werke (Auswahl)
- Katechismus des Choralgesanges. Styria Verlag, Graz 1903, OCLC 252079762.[3]
- Der Choral. Das Ideal der katholischen Kirchenmusik. Styria Verlag, Graz 1906, OCLC 1068589082.